# Reprezentacja Austrii w unihokeju mężczyzn
Reprezentacja Austrii w unihokeju mężczyzn – drużyna reprezentująca Austrię w rozgrywkach międzynarodowych w unihokeju mężczyzn.

## Udział w imprezach międzynarodowych

### Mistrzostwach Świata
| Rok     | M                       | Z                       | R                       | P                       | Suma                    | +/-                     | Miejsce                 |
| ------- | ----------------------- | ----------------------- | ----------------------- | ----------------------- | ----------------------- | ----------------------- | ----------------------- |
| MŚ 1996 | nie brali udziału       | nie brali udziału       | nie brali udziału       | nie brali udziału       | nie brali udziału       | nie brali udziału       | nie brali udziału       |
| MŚ 1998 | 5                       | 3                       | 0                       | 2                       | 12:17                   | −5                      | 11. miejsce             |
| MŚ 2000 | 5                       | 2                       | 2                       | 1                       | 19:14                   | +5                      | 10. miejsce             |
| MŚ 2002 | 6                       | 5                       | 0                       | 1                       | 31:9                    | +22                     | 10. miejsce             |
| MŚ 2004 | 5                       | 0                       | 0                       | 5                       | 10:58                   | −48                     | 10. miejsce             |
| MŚ 2006 | 5                       | 3                       | 0                       | 2                       | 33:22                   | +11                     | 15. miejsce             |
| MŚ 2008 | 6                       | 3                       | 0                       | 3                       | 42:47                   | -5                      | 11. miejsce             |
| MŚ 2010 | nie zakwalifikowali się | nie zakwalifikowali się | nie zakwalifikowali się | nie zakwalifikowali się | nie zakwalifikowali się | nie zakwalifikowali się | nie zakwalifikowali się |
| MŚ 2012 | nie zakwalifikowali się | nie zakwalifikowali się | nie zakwalifikowali się | nie zakwalifikowali się | nie zakwalifikowali się | nie zakwalifikowali się | nie zakwalifikowali się |
| MŚ 2014 | nie zakwalifikowali się | nie zakwalifikowali się | nie zakwalifikowali się | nie zakwalifikowali się | nie zakwalifikowali się | nie zakwalifikowali się | nie zakwalifikowali się |
| MŚ 2016 | nie zakwalifikowali się | nie zakwalifikowali się | nie zakwalifikowali się | nie zakwalifikowali się | nie zakwalifikowali się | nie zakwalifikowali się | nie zakwalifikowali się |
| MŚ 2018 | nie zakwalifikowali się | nie zakwalifikowali się | nie zakwalifikowali się | nie zakwalifikowali się | nie zakwalifikowali się | nie zakwalifikowali się | nie zakwalifikowali się |
| MŚ 2020 | nie zakwalifikowali się | nie zakwalifikowali się | nie zakwalifikowali się | nie zakwalifikowali się | nie zakwalifikowali się | nie zakwalifikowali się | nie zakwalifikowali się |
| MŚ 2022 | nie zakwalifikowali się | nie zakwalifikowali się | nie zakwalifikowali się | nie zakwalifikowali się | nie zakwalifikowali się | nie zakwalifikowali się | nie zakwalifikowali się |
| MŚ 2024 | nie zakwalifikowali się | nie zakwalifikowali się | nie zakwalifikowali się | nie zakwalifikowali się | nie zakwalifikowali się | nie zakwalifikowali się | nie zakwalifikowali się |
| Razem   | 32                      | 16                      | 2                       | 14                      | 147:167                 | −20                     |                         |

### Kwalifikacje do MŚ
| Rok  | M | Z | R | P | Suma  | +/- | Miejsce |
| ---- | - | - | - | - | ----- | --- | ------- |
| 2010 | 4 | 2 | 1 | 1 | 18:14 | +4  | 5/8     |
| 2012 | 4 | 1 | 0 | 3 | 17:24 | -7  | 4/5     |
| 2014 | 5 | 2 | 0 | 3 | 17:50 | -33 | 4/6     |
| 2016 | 4 | 1 | 0 | 3 | 11:54 | -43 | 4/5     |
| 2018 | 4 | 0 | 0 | 4 | 12:23 | -11 | 5/5     |
| 2020 | 4 | 1 | 0 | 3 | 6:25  | -19 | 6/8     |
| 2022 | 4 | 1 | 1 | 2 | 35:16 | +19 | 6/8     |
| 2024 | 4 | 1 | 1 | 2 | 20:36 | -16 | 7/8     |